# کارلا سوارز ناوارو
 کارلا سوارز ناوارو (اسپانیایی: Carla Suárez Navarro‎؛ زاده ۳ سپتامبر ۱۹۸۸) یک تنیس‌باز اهل اسپانیا است.